# Vancouverská škola
Vancouverská škola (anglicky Vancouver School) konceptuální nebo post-konceptuální fotografie (často označované jako fotokonceptualismus ) je volný termín aplikovaný na seskupení umělců z Vancouveru od počátku 80. let 20. století. Kritici a kurátoři začali psát o umělcích, kteří reagují jak na starší postupy konceptuálního umění, tak na masmédia tím, že kontrují „fotografiemi vysoké intenzity a složitého obsahu, které nepřímo či přímo zkoumají společenskou sílu obraznosti“. Žádná formální „ škola “ neexistuje a seskupení zůstává jak neformální, tak často kontroverzní i mezi samotnými umělci, kteří se tomuto termínu často brání. Mezi umělce spojené s tímto termínem patří například Vikky Alexander, Roy Arden, Ken Lum, Jeff Wall, Ian Wallace, Stan Douglas a Rodney Graham.

## Historie
Na počátku 80. let 20. století pokus o to, co William Wood označuje jako „rebranding“ Vancouveru a touha po větším uznání v Kanadě i na mezinárodní úrovni označení Vancouverská škola fungovalo tak, aby představilo vancouverské umění většímu mezinárodnímu trhu.

## Klíčová díla
Fotografie Mimic Jeffa Walla (1982) je typickým představitelem jeho kinematografického stylu a podle historika umění Michaela Frieda je „charakteristický pro Wallovu angažovanost v jeho umění 80. let se sociálními tématy“. Fotografie zobrazuje dvojici bělochů a Asiata kráčející směrem k fotoaparátu. Chodník, lemovaný zaparkovanými auty a obytnými budovami a budovami lehkého průmyslu, naznačuje severoamerické průmyslové předměstí. Žena má na sobě červené šortky a bílý top; její vousatý, neudržovaný přítel nosí džínovou vestu. Asiat je ležérní, ale ve srovnání s tím dobře oblečený, v košili s límečkem a kalhotách. Když dvojice muže předběhne, přítel udělá dvojsmyslné, ale zjevně obscénní a rasistické gesto, přidrží zdvižený prostředníček blízko koutku oka a „nakloní“ oko v posměchu očím Asiata. Obraz připomíná příležitostný záběr, který zachycuje daný okamžik a jeho implicitní sociální napětí, ale ve skutečnosti je oživením výměny názorů, kterých byl umělec svědkem.
Videoinstalace Stana Douglase z roku 1998 s názvem Win, Place or Show je natočena ve stylu CBC dramatu Klient z konce 60. let, známý pro svůj odvážný styl, dlouhé scény a nedostatek adresního plánu. Instalace, odehrávající se ve Vancouveru v 50. letech 20. století během přestavby Strathconu, zkoumá modernistické pojetí městské obnovy s demolicí stávající architektury ve prospěch rastrů bytových bloků. Dva dělníci sdílejí pokoj na ubytovně v deštivém dni volna. Konverzace se rozhoří během diskuse o koňských dostizích a šestiminutová filmová smyčka se opakuje z různých úhlů na rozdělené obrazovce, přičemž každý cyklus představuje neustále se měnící konfigurace úhlu pohledu. Záběry jsou během výstavy společně v reálném čase upravovány počítačem, čímž vzniká téměř nekonečná řada montáží.
V roce 1994 Rodney Graham zahájil sérii filmů a videí, ve kterých on sám vystupuje jako hlavní postava: Halcion Sleep (1994), Vexation Island (1997) (promítaný v kanadském pavilonu benátského bienále v roce 1997) a How I Became a Ramblin' Man (1999). The Phonokinetoscope (2002) odráží Grahamovu angažovanost jak v počátcích kinematografie, tak v jejím případném zániku. Graham přebírá prototyp Thomase Edisona a předkládá argument pro vztah mezi zvukem a obrazem ve filmu. Ve filmu Rheinmetall/Victoria 8 (2003) proti sobě stojí dvě stále více zastarávající technologie, psací stroj a filmový projektor, přičemž druhý zmíněný promítá film z první.